# Het wespennest
Het wespennest is een boek met twaalf korte verhalen geschreven door Agatha Christie. De bundel werd voor het eerst uitgegeven door Luitingh-Sijthoff in 1957. De bundel is alleen op de Nederlandse markt gebracht. Alle verhalen werden eerder in de bundels The Hound of Death and Other Stories, The Witness for the Prosecution and Other Stories, The Under Dog and Other Stories en Double Sin and Other Stories uitgegeven. Ook na het verschijnen van Het wespennest zijn nog bundels in de Engelse taal verschenen.

## Verhalen
Het boek bevat zeven Poirotverhalen en vijf griezelverhalen.
| Engelse titel                             | Nederlandse titel         | Bundel UK                                        | Bundel USA                                               |
| ----------------------------------------- | ------------------------- | ------------------------------------------------ | -------------------------------------------------------- |
| Wasp’s Nest                               | Het wespennest            | Poirot's Early Cases (1974)                      | Double Sin and Other Stories (1961)                      |
| The Hound of Death                        | De non                    | The Hound of Death (1933)                        | The Golden Ball and Other Stories (1971)                 |
| The Market Basing Mystery                 | Mysterie in Market Basing | Poirot's Early Cases (1974)                      | The Under Dog and Other Stories (1951)                   |
| The Gypsy                                 | De zigeunerin             | The Hound of Death (1933)                        | The Golden Ball and Other Stories (1971)                 |
| The King of Clubs                         | De klaverheer             | Poirot's Early Cases (1974)                      | The Under Dog and Other Stories (1951)                   |
| The Cornish Mystery                       | De pop                    | Poirot's Early Cases (1974)                      | The Under Dog and Other Stories (1951)                   |
| The Lemesurier Inheritance                | De oudste zoon            | Poirot's Early Cases (1974)                      | The Under Dog and Other Stories (1951)                   |
| The Strange Case of Sir Arthur Carmichael | Metamorfose               | The Hound of Death (1933)                        | The Golden Ball and Other Stories (1971)                 |
| The Adventure of the Clapham Cook         | Verdwijning in Clapham    | Poirot's Early Cases (1974)                      | The Under Dog and Other Stories (1951)                   |
| The Call of Wings                         | De roepstem               | The Hound of Death (1933)                        | The Golden Ball and Other Stories (1971)                 |
| The Second Gong                           | De gong                   | Problem at Pollensa Bay and Other Stories (1991) | The Witness for the Prosecution and Other Stories (1948) |
| Double Sin                                | Dubbele zonde             | Poirot's Early Cases (1974)                      | Double Sin and Other Stories (1961)                      |